# Meztelenek és bolondok
A Meztelenek és bolondok (eredeti cím: 1941) 1979-ben bemutatott amerikai háborús filmvígjáték, melyet Robert Zemeckis és Bob Gale forgatókönyvéből Steven Spielberg rendezett. A főbb szerepekben Dan Aykroyd, Ned Beatty, John Belushi, Lorraine Gary, Murray Hamilton, Christopher Lee, Tim Matheson, Mifune Tosiró és Warren Oates látható.

## Cselekmény
Steven Spielberg első „nagy” filmje, ezúttal háborús komédia. 1941-ben, hat nappal a Pearl Harbor-i csata után az amerikaiak attól tartanak, hogy a japánok a következő célpontja Kalifornia lesz. Az államban eluralkodik a pánikhangulat. Egy a légierőknél szolgáló parancsnok és egy szélsőséges civil nacionalista nyomába ered egy elveszett japán tengeralattjárónak, amely saját célpontjául Hollywoodot választotta. Amikor pedig az eltévedt japán tengeralattjáró Los Angeles strandján bukkan fel, a lakosság fölöttébb mulatságos módon reagál.

## Szereplők
| Szerep                             | Színész             | Magyar hang        | Magyar hang        |
| Szerep                             | Színész             | 1. változat (1981) | 2. változat (2014) |
| ---------------------------------- | ------------------- | ------------------ | ------------------ |
| Frank Tree                         | Dan Aykroyd         | Markaly Gábor      | Kerekes József     |
| Ward Douglas                       | Ned Beatty          | Petrik József      | N/A                |
| „Wild” Bill Kelso százados         | John Belushi        | Balázs Péter       | Kapácsy Miklós     |
| Joan Douglas                       | Lorraine Gary       | Czigány Judit      | Kiss Erika         |
| Wally Stephens                     | Bobby Di Cicco      | Kassai Károly      | Renácz Zoltán      |
| Claude Crumn                       | Murray Hamilton     | N/A                | Katona Zoltán      |
| Wolfgang von Kleinschmidt százados | Christopher Lee     | N/A                | N/A                |
| Loomis Birkhead százados           | Tim Matheson        | Cseke Péter        | Láng Balázs        |
| Akiro Mitamura parancsnok          | Mifune Tosiró       | Szabó Ottó         | Papucsek Vilmos    |
| „Madman” Maddox ezredes            | Warren Oates        | N/A                | Pálfai Péter       |
| Joseph W. Stilwell vezérőrnagy     | Robert Stack        | Bács Ferenc        | N/A                |
| Chuck „Stretch” Sitarski tizedes   | Treat Williams      | Balkay Géza        | Varga Gábor        |
| Donna Stratton                     | Nancy Allen         | Farkas Zsuzsa      | N/A                |
| Foley közlegény                    | John Candy          | N/A                | Elek Ferenc        |
| Herbie Kazminsky                   | Eddie Deezen        | Dunai Tamás        | Molnár Levente     |
| Betty Douglas                      | Dianne Kay          | N/A                | Solecki Janka      |
| Dennis DeSoto                      | Perry Lang          | N/A                | Joó Gábor          |
| Lydia Hedberg                      | Patti LuPone        | N/A                | Sági Tímea         |
| DuBois közlegény                   | J. Patrick McNamara | N/A                | N/A                |
| Ogden Johnson Jones közlegény      | Frank McRae         | N/A                | Varga Rókus        |
| Gus Douglas                        | Steven Mond         | N/A                | Pál Dániel Máté    |
| Hollis P. Wood                     | Slim Pickens        | N/A                | Bácskai János      |
| Reese közlegény                    | Mickey Rourke       | N/A                | N/A                |

## Díjak és jelölések
Oscar-díj (1980)
- jelölés: legjobb operatőr – William A. Fraker
- jelölés: legjobb vizuális effektusok
- jelölés: legjobb hang